# 小里村
小里村（おさとむら）は茨城県久慈郡にかつて存在した村である。

## 地理
- 現在の常陸太田市、旧里美村の北部に位置する。
- 村域は阿武隈高地の一部に位置し、山がちな地形になっている。
- 村は久慈川の支流里川の上流域に位置する。

## 歴史
村名はかつて存在した小里郷の東部に位置していたことに由来する。

### 村域の変遷
- 1889年（明治22年）4月1日 - 町村制施行により、小中村・大中村・小妻村・徳田村・里川新田が合併し久慈郡小里村が発足。
- 1956年（昭和31年）9月1日 - 小里村は賀美村ととも合併し里美村が発足。小里村は消滅。

変遷表
| 1868年 以前 | 1868年 以前 | 明治22年 4月1日 | 昭和30年 2月15日 | 平成16年 12月1日  | 現在       |
| ----------- | ----------- | --------------- | ---------------- | ----------------- | ---------- |
|             | 小中村      | 小里村          | 里美村           | 常陸太田市 に編入 | 常陸太田市 |
|             | 大中村      | 小里村          | 里美村           | 常陸太田市 に編入 | 常陸太田市 |
|             | 小妻村      | 小里村          | 里美村           | 常陸太田市 に編入 | 常陸太田市 |
|             | 徳田村      | 小里村          | 里美村           | 常陸太田市 に編入 | 常陸太田市 |
|             | 里川新田    | 小里村          | 里美村           | 常陸太田市 に編入 | 常陸太田市 |

## 人口・世帯

### 人口
総数 [単位： 人]
| 1891年（明治22年） | 2,852 |
| 1920年（大正 9年） | 3,838 |
| 1935年（昭和10年） | 4,042 |
| 1950年（昭和25年） | 4,955 |

### 世帯
総数 [単位： 世帯]
| 1920年（大正 9年） | 866 |
| 1935年（昭和10年） | 809 |
| 1950年（昭和25年） | 851 |